# Odontura glabricauda
Odontura glabricauda är en insektsart som först beskrevs av Toussaint de Charpentier 1825.  Odontura glabricauda ingår i släktet Odontura och familjen vårtbitare. Inga underarter finns listade i Catalogue of Life.